# الموسيقى الكازاخية
الموسيقى الكازاخية، هي جزء من الموسيقى في آسيا الوسطى. وهي واحدة من المراكز الرئيسية لموسيقى شعراء السهوب التركية. على الرغم من النفوذ السوفيتي في بعض الفترات إلا أنها احتفظت بأصالتها. لذلك صمدت تلك التأثيرات القديمة أو الإسلامية المجاورة، وفق الكازاخ بين الله وتنكري.
الموسيقى الكازاخية على حد سواء انعكاس للحياة اليومية، ذكرى من الماضي والانفتاح على العالم من العقول. الموسيقى التقليدية في المناطق الريفية وتنتشر عن طريق الرعاة الرحل. لديها صلات مع الموسيقى الشعبية في البلدان المجاورة: أوزبكستان وقيرغيزستان.
وكان لدى كازاخستان منذ فترة طويلة أوركسترا وطنية للآلات الشعبية من ملحن وعازف دونغ بو لا منذ القرن التاسع عشر.

## آلات موسيقية

### نفخية
- بيان (Баян)
- ساكبان
- ساسزيرناي
- شانكوبيز (Шаңқобыз، قيثار اليهود)
- سيبيزغي

### وترية

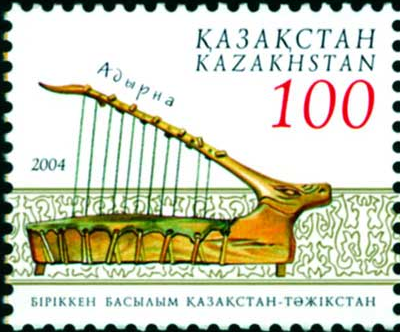
آديرنا

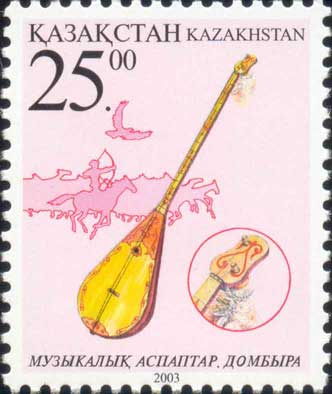
دونغ بو لا

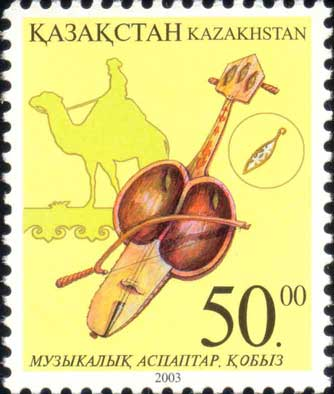
كوبيز

- آديرنا (Адырна)

- دونغ بو لا (Домбыра)

- جاتيجين (Жетіген)
- كوبيز

- ناركوبيز